# Currah
Currah — британский производитель периферийных устройств для компьютеров, специализировавшийся в основном на устройствах синтеза речи. Выпускал подобные устройства для 8-разрядных бытовых компьютеров ZX Spectrum, Commodore 64, и некоторых других компьютеров 1980-х годов.
В 1985 году Currah была приобретена компанией dk'tronics.

## Currah μSource для ZX Spectrum
Currah μSource — это картридж ПЗУ, содержащий двухпроходной макроассемблер, язык Форт и отладчик. 

## Currah Microspeech для ZX Spectrum
Полное название устройства — Currah Microspeech, или μSpeech.
Устройство было выполнено в виде картриджа, подключавшегося к порту расширения, находящемуся на задней части корпуса ZX Spectrum. В комплект входили кабели для подключения антенного выхода компьютера и антенного входа телевизора к устройству. При использовании устройства вместо обычного подключения компьютера к телевизору требовалось подключать компьютер через устройство, так как оно подмешивало свой звуковой выход в высокочастотный сигнал.
По умолчанию устройство проговаривало все нажатия клавиш, выполняемые пользователем, включая даже курсорные клавиши. Этот режим мог выключаться с помощью использования зарезервированной переменной KEYS. Команда LET KEYS=0 отключала режим проговаривания нажатий.

### Программирование речи
Отдельные слова и фразы могли озвучиваться путём использования зарезервированной строковой переменной S$. Её содержимое интерпретировалось побуквенно, для разделения аллофонов использовались скобки. Простой пример — «(dth)is» (английское слово this), где для указания звука, соответствующего th использовалось сочетание букв (dth). Всего было доступно 63 различных аллофона. Также присутствовали простейшие возможности изменения высоты звука, с помощью которых можно было выделять заглавные буквы — они произносились с немного большей высотой, чем строчные.
Более сложный пример:
```
 5 REM OKAY WISEGUY THIS IS IT
10 
LET a$=" (oo)K (AA)"

20 
LET b$="w(ii)z (ggg) (ii),"

30 
LET c$=" (dth)is iz it"

40 
LET S$=a$+b$+c$
```

### Технические подробности
Устройство содержало БМК, перехватывающий обращения процессора к памяти при записи данных, ПЗУ, содержащее речевые последовательности для ключевых слов, и микросхему синтезатора речи SP0256-AL2. Также присутствовал генератор тактовой частоты для обеспечения стабильного воспроизведения речи, и радиочастотный модулятор, предназначенный для передачи звука в телевизор посредством антенного кабеля.
При использовании устройства 256 байт адресного пространства компьютера отдавалось под его нужды, из-за чего смещалась область пользовательской псевдографики, и верхняя граница памяти для интерпретатора языка Бейсик. По этой причине устройство было несовместимо с некоторыми программами (в частности, играми), которые использовали эту область памяти для хранения кода.
Для снижения стоимости устройства, оно не имело сквозного разъёма для одновременного подключения других устройств к порту расширения компьютера. Так как большинство производителей интерфейсов джойстиков также использовали порт расширения для подключения своих устройств, одновременное использование джойстика и устройства MicroSpeech было невозможным.